# Catshuisbrand

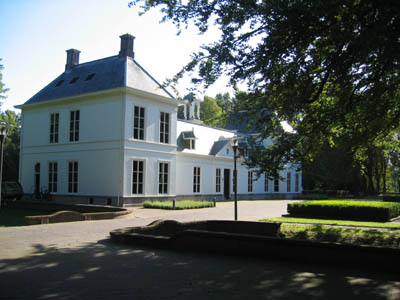
Het Catshuis, in 2006

Op 15 mei 2004 brak er tijdens werkzaamheden brand uit in het Catshuis, de ambtswoning van de Nederlandse minister-president. Een groot deel van de benedenverdieping brandde hierdoor uit. Andere delen van het gebouw liepen rook- en waterschade op. Een schilder kwam hierbij om het leven. Het gebouw was niet te gebruiken tijdens het EU-voorzitterschap van Nederland. Premier Balkenende had hier hooggeplaatst bezoek willen ontvangen.
Onderzoek door de Koninklijke Marechaussee en de Arbeidsinspectie wees uit dat het oplosmiddel thinner door de schilder gebruikt was. Dit middel mag sinds 2000 niet meer binnenshuis gebruikt worden. De rechter in Den Haag veroordeelde het schildersbedrijf tot een geldboete van 15.000 euro wegens het overtreden van de arbeidsomstandighedenwet. Daarnaast zei de rechter letterlijk: ‘Het kan dan ook haast niet anders zijn geweest dan dat naast verdachte ook de betrokken ambtenaren van de Rijksgebouwendienst en het ministerie van Algemene Zaken van het gebruik van thinner door verdachte op de hoogte moeten zijn geweest.

## Doofpotaffaire

### Klokkenluider Reijman
Het ministerie van Algemene Zaken ontving op 9 maart 2008 een persoonlijke brief, gericht aan de minister-president zelf. Peter Reijman wees de premier op een rapport uit 2005 over de brand in het Catshuis, door hemzelf opgesteld voor TNO. In het rapport staan keiharde conclusies, ten nadele van de overheid. Reijman is technisch-forensisch onderzoeker en was onder meer betrokken bij het onderzoek naar de cafébrand in Volendam in 2001 en de Schipholbrand in 2005. Reijman voerde zijn onderzoek naar de brand in het Catshuis uit ten behoeve van de civielrechtelijke afhandeling van de brand. Het strafrechtelijke onderzoek was in handen van de Arbeidsinspectie en de Koninklijke Marechaussee. Het rapport werd volgens Reijman achtergehouden in het strafrechtelijk onderzoek en opgeborgen in het archief van de landsadvocaat, Bert-Jan Houtzagers. Reijman reageerde op 21 juni 2009 met een open brief in de pers op aantijgingen dat zijn rapport 'onvoldragen' zou zijn geweest. Reijman zuiverde hiermee zijn naam. Daarnaast gaf hij meer inzicht over de afhandeling van de Catshuisbrand door de verantwoordelijke ambtenaren.

### Onderzoek Rijksrecherche (2008)
Begin februari 2008 begon de Rijksrecherche met een omvangrijk feitenonderzoek naar de brand, met de naam Operatie Boomkruiper. Omdat de rechercheurs geen strafrechtelijk onderzoek mochten doen, waren hun machtsmiddelen beperkt. De hoofdofficier van justitie in Rotterdam eiste in een brief aan de secretarissen-generaal van de betrokken ministeries de garantie dat alle documenten inzake de brand boven tafel zouden komen. De verantwoordelijkheid voor het ontbreken van documenten na het geven van deze garantie lag bij deze ambtenaren. Het rapport van TNO en de notulen van besprekingen met topambtenaren over dit rapport waren volgens RTL 4 stelselmatig achtergehouden voor het onderzoek van de Rijksrecherche.
Om het rapport van Reijman te toetsen, liet het Openbaar Ministerie een contra-expertise uitvoeren door een Belgisch bedrijf, dat tot dezelfde conclusies kwam. Het OM kwam op basis van het feitenonderzoek dan ook tot de conclusie dat het rechtsproces in de strafrechtelijke zaak omtrent de brand in het Catshuis was gefrustreerd door het niet ter beschikking stellen van het rapport.

### Balkenende
Volgens minister-president Balkenende is er van een doofpot rond de brand in het Catshuis geen sprake. Het rapport van Reijman zou ‘onvolkomen’ zijn geweest. De premier beloofde dat de rol van de landsadvocaat zou worden onderzocht. Het door Balkenende beloofde onderzoek is een ander dan het onderzoek dat eind augustus 2009 werd geïnitieerd door de Haagse Orde van Advocaten.

### Verder verloop
Minister van Justitie Hirsch Ballin heeft de Tweede Kamer vertrouwelijk geïnformeerd. Er is een rapport van het OM met de conclusies van het kabinet.
De stukken die betrekking hebben op de brand in het Catshuis in het dossier van de Rijksrecherche zijn alle strikt vertrouwelijk en niet openbaar. RTL 4 procedeert sinds januari 2009 om de stukken te kunnen inzien, hetgeen tot dusver werd geweigerd door het College van procureurs-generaal. De leden van de commissie voor Justitie in de Tweede Kamer mochten het dossier inzien op basis van vertrouwelijkheid.
Voorafgaand aan de plenaire vergadering van de Tweede Kamer vond op 16 juni een spoeddebat plaats met een procedureel karakter inzake de vertrouwelijkheid van het onderzoeksdossier. Volgens minister Hirsch Ballin is volledige openbaarmaking van het dossier gevaarlijk, omdat dan duidelijk wordt wie welke informatie heeft aangeleverd. Dat zou ertoe kunnen leiden dat getuigen in de toekomst weigeren vrijwillig mee te werken aan onderzoeken van de Rijksrecherche. De oppositiepartijen hadden op openbaarheid aangedrongen.
Volgens RTL Nieuws waren verschillende topambtenaren op de hoogte van het rapport van Reijman. Dit is gebleken uit de ambtelijke correspondentie en verslagen die op 18 juni 2009 door RTL Nieuws openbaar werden gemaakt. Uit een vertrouwelijke memo van 27 juni 2005 bleek dat Wim Kuijken, de toenmalige secretaris-generaal van het Ministerie van Algemene Zaken, op de hoogte was gebracht van het rapport van Reijman. Op basis van het achterhouden van het TNO-rapport en de - volgens haar advocaat - daaruit voortvloeiende mede-aansprakelijkheid heeft de weduwe van de omgekomen schilder aangegeven een schadeclaim bij de overheid in te dienen. De weduwe van de overleden schilder overweegt tevens een aanklacht tegen de landsadvocaat.
De Raad van Toezicht van de Haagse Orde van Advocaten onderzoekt sinds augustus 2009 het handelen van de landsadvocaat, het kantoor Pels Rijcken & Droogleever Fortuijn. De Raad heeft op eigen initiatief tot het onderzoek besloten, onder meer naar aanleiding van de grote publieke belangstelling voor de zaak. De vraag die de Raad stelt is of de landsadvocaat zich ‘in het spanningsveld tussen het belang van de cliënt en de waarheidsvinding’ laakbaar heeft gedragen. Als dat zo is, kan de Raad sancties opleggen. De neutraliteit van de voorzitter van de Raad wordt door critici betwijfeld en in het verlengde daarvan de onafhankelijkheid van het onderzoek. Mr. Lineke Bruins was jarenlang zelf werkzaam bij het bureau Pels Rijcken & Droogleever Fortuijn. De advocaat van het betrokken schildersbedrijf, F. Stadermann, verbaasde zich over de buitensporige aandacht van het Openbaar Ministerie voor deze zaak.

## Zitting en moties
Op 23 juni 2009 hield de Tweede Kamer een plenaire vergadering over de kabinetsreactie op het onderzoek van de Rijksrecherche naar de brand in het Catshuis. Premier Balkenende kwalificeerde het optreden van de staat door middel van zijn ambtenaren als 'onzorgvuldig, onjuist en onvolledig'. Het debat leverde een viertal moties op. Er werden drie moties ingediend door de oppositie (D66, VVD, GroenLinks en SP in wisselende samenstelling van indiening) en deze vragen de regering om: 1) een volledige reconstructie van de brand, 2) een parlementaire enquête naar de gang van zaken rond de Catshuisbrand, 3) erkenning van de feitelijke medeverantwoordelijkheid van de Staat. Regeringspartij PvdA diende één motie in over de aanscherping van procedures, een protocol en andere maatregelen als leermoment.
- De motie-Ulenbelt c.s. over een volledige reconstructie van de brand in het Catshuis (31700-VI, nr. 145): Voor: SP, GroenLinks, D66, PvdD, PVV. Uitslag: verworpen (46/150 zetels).
- De motie-Ulenbelt c.s. over een parlementaire enquête naar de gang van zaken rond de brand (31700-VI, nr. 146): Voor: SP, GroenLinks, D66, PvdD, VVD, PVV. Uitslag: verworpen (67/150 zetels).
- De motie-Timmer over een protocol aangaande omgang met deskundigenrapporten en -adviezen (31700-VI, nr. 147): Voor: SP, PvdA, GroenLinks, ChristenUnie, SGP, CDA, lid Verdonk. Uitslag: aangenomen (115/150 zetels).
- De motie-Pechtold/Teeven over de medeverantwoordelijkheid van de Staat voor de gevolgen van de Catshuisbrand (31700-VI, nr. 148): Voor: SP, GroenLinks, D66, PvdD, VVD, PVV, lid Verdonk. Uitslag: verworpen (68/150 zetels).